# Vincenzo Grifo
Vincenzo Grifo (Pforzheim, 7 april 1993) is een Duits professioneel voetballer die ook de Italiaanse nationaliteit heeft. Hij speelt doorgaans als aanvallende middenvelder. Grifo verruilde 1899 Hoffenheim in september 2019 voor SC Freiburg, dat hem in het voorgaande halfjaar al huurde. Hij debuteerde in 2018 in het Italiaans voetbalelftal.

## Clubcarrière
Grifo speelde vrijwel zijn hele jeugd voor amateurverenigingen en werd op zijn achttiende opgenomen in de jeugdopleiding van Karlsruher SC. Hij verliet die club na een jaar om te tekenen bij 1899 Hoffenheim. Hiervoor maakte hij op 19 oktober 2012 zijn profdebuut. Coach Markus Babbel liet hem toen in de 70e minuut invallen voor Takashi Usami tijdens een wedstrijd in de Bundesliga tegen Greuther Fürth. Grifo mocht dat jaar nog elf speelronden meedoen. Een doorbraak bleef uit. Nadat hij in de eerste helft van 2013/14 geen minuut mocht spelen, verhuurde Hoffenheim hem in januari 2014 aan Dynamo Dresden en in juli 2014 voor een jaar aan FSV Frankfurt. Met beide teams was hij actief in de 2. Bundesliga.
Grifo verruilde Hoffenheim in juli 2015 definitief voor SC Freiburg. Hiermee werd hij in 2015/16 onder leiding van trainer-coach Christian Streich kampioen in de 2. Bundesliga. Hij speelde dat seizoen 31 wedstrijden en scoorde daarin 14 keer. Zo keerde hij na vier jaar terug in de Bundesliga. Grifo was in 2016/17 voor het eerst basisspeler op het hoogste niveau. Hij tekende in juli 2017 voor vier jaar bij Borussia Mönchengladbach. Dit bleek geen goede match. Hij speelde in 2017/18 net zo vaak niet net als wel. Als hij in actie kwam, was dat ook nog vaak als invaller. Grifo keerde in juli 2018 terug naar TSG Hoffenheim. Hiervoor speelde hij nog minder. Zijn tweede verblijf bij de club bleef mede daarom beperkt tot een half jaar.
Grifo keerde in januari 2019 op huurbasis terug naar SC Freiburg. Hier ging hij opnieuw spelen onder coach Streich. Hij stond de rest van het seizoen in 16 van de 17 speelronden in de basis. Daarop tekende hij september 2019 voor de tweede keer een vast contract bij Freiburg. Grifo moest het in de eerste helft van 2019/20 even doen met een rol als invaller, maar werkte zich in de tweede helft van dat seizoen weer op tot vaste basisspeler. Dat bleef hij ook in de jaren die volgden. Nadat zijn teamgenoten en hij een paar seizoenen in de middenmoot eindigden, kwalificeerden ze zich in zowel 2021/22 als 2022/23 rechtstreeks voor de  Europa League. Grifo maakte in 2022/23 vijftien doelpunten in de Bundesliga. Dat was er één minder dan de topscorers van dat seizoen, Niclas Füllkrug en Christopher Nkunku. Hij maakte drie van die doelpunten in één wedstrijd tegen Union Berlin, zijn eerste hattrick op het hoogste niveau.

## Interlandcarrière
Grifo debuteerde op 20 november 2018 in het Italiaans voetbalelftal, in een met 1–0 gewonnen oefeninterland tegen de Verenigde Staten. Hij mocht die dag de tweede helft spelen als vervanger van Federico Chiesa. Zijn eerste doelpunten volgde in een oefeninterland tegen Estland op 11 november 2020. Hij scoorde toen tweemaal.

## Erelijst
| Kampioen 2. Bundesliga | 1x | 2015/16 |

1 Atubolu ·
3 Lienhart ·
4 Schmidt ·
5 Gulde ·
6 Osterhage ·
7 Weißhaupt ·
8 Eggestein ·
9 Höler ·
11 Kyereh ·
17 Kübler ·
18 Dinkçi ·
20 Adamu ·
21 Müller ·
23 Muslija ·
24 Huth ·
25 Sildillia ·
26 Philipp ·
27 Höfler ·
28 Ginter ·
30 Günter  ·
32 Grifo ·
33 Makengo ·
34 Röhl ·
37 Rosenfelder ·
38 Gregoritsch ·
42 Doan ·
43 Ogbus ·
Coach: Schuster